# Liste der Baudenkmäler in Bad Füssing
Auf dieser Seite sind die Baudenkmäler in der niederbayerischen Gemeinde Bad Füssing zusammengestellt. Diese Tabelle ist eine Teilliste der Liste der Baudenkmäler in Bayern. Grundlage ist die Bayerische Denkmalliste, die auf Basis des Bayerischen Denkmalschutzgesetzes vom 1. Oktober 1973 erstmals erstellt wurde und seither durch das Bayerische Landesamt für Denkmalpflege geführt wird. Die folgenden Angaben ersetzen nicht die rechtsverbindliche Auskunft der Denkmalschutzbehörde.

## Ensembles

### Ensemble Ortskern Aigen am Inn
Aktennummer: E-2-75-116-1

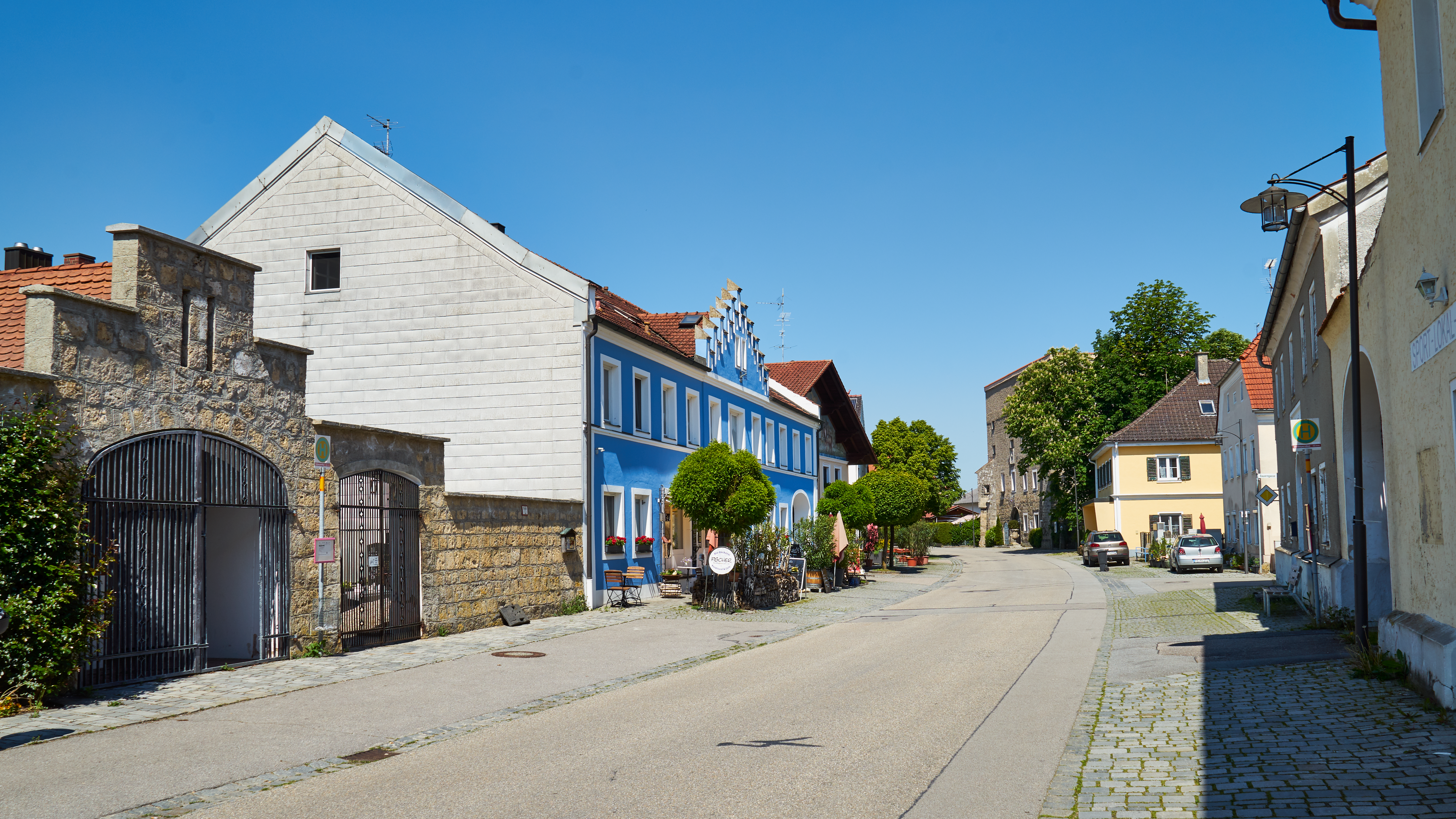
Ensemble Ortskern

Das Ensemble umfasst mit dem Nordostteil der Herrenstraße die historische Ortsmitte des großen alten, am linken Innufer gelegenen Fischer- und Bauerndorfes sowie Pflegamtsortes. Aigen, ursprünglich Aufhofen im Aigen genannt, ist urkundlich seit 1010 bekannt, gehörte vom späten 12. Jahrhundert bis 1806 zum Hochstift Passau und bildete mit einigen benachbarten Orten eine vom übrigen geschlossenen Hochstiftsgebiet abgelegene, vom Herzogtum Bayern umgebene Enklave. In diesem Landesteil richtete Fürstbischof Leonhard im 15. Jahrhundert ein eigenes bischöfliches Pflegamt ein, und diese historischen Prozesse werden anschaulich in den monumentalen Bauten, die das Ensemblebild bestimmen. Die breite geschwungene Straßenachse wird westlich von der spätgotischen Pfarrkirche beherrscht, die das Patrozinium des Passauer Patrons St. Stephan trägt und deren Bau unter Einflussnahme der Passauer geistlichen Regierung entstanden war; der Pfarrhof und das zur Straße gerichtete, zugleich die Funktion eines Torhauses am Eingang zum Friedhof und zur Kirche ausfüllende sogenannte Bruderschaftsstöckl sind ihr unmittelbar zugeordnet. Im Nordosten ist das bischöfliche Pflegamtsgebäude der dominierende Bau an der Straße. Die mächtige kubische Tuffquaderanlage wurde im 15. Jahrhundert im Hausstil der Inn-Salzach-Städte erbaut und im 17. Jahrhundert nach Bränden mehrfach erneuert. Das kleine spätbarocke fürstbischöfliche Sommerschlösschen, schon am Rande des Ortes gelegen, schließt sich nordöstlich an. Zwischen diesen Bauten reihen sich in verhältnismäßig geschlossener Bebauung Gasthäuser, Bauern- und Handwerkerhäuser meist des 19. Jahrhunderts, die meist giebelständig zur Straße stehen und Halbwalm- oder Satteldächer aufweisen, daneben auch Gast- und Geschäftshäuser der Jahrhundertwende. Die Vielzahl der Gasthäuser erklärt sich auch aus den Bedürfnissen der bedeutenden, seit dem Mittelalter bestehenden Wallfahrt zu der nahen Leonhardskirche.

## Baudenkmäler nach Ortsteilen

### Aigen am Inn
| Lage                                               | Objekt                                              | Beschreibung | Akten-Nr.              | Bild                                                |
| -------------------------------------------------- | --------------------------------------------------- | --- | ---------------------- | --------------------------------------------------- |
| Alte Schulstraße 6 (Standort)                      | Zugehöriger ehemaliger Schulstadel                  | Durchfahrtsstadel, Obergeschoss-Ständerbau mit Walmdach und modern erneuertem Kastengesims, Mitte 19. Jahrhundert. | D-2-75-116-2 Wikidata  | Zugehöriger ehemaliger Schulstadel                  |
| Bauerngasse 16 (Standort)                          | Einfirsthof                                         | zweigeschossiger und giebelständiger Blockbau mit vorschießendem Flachsatteldach, 1775. | D-2-75-116-3 Wikidata  | Einfirsthof                                         |
| Dammweg 20 (Standort)                              | Bildstock                                           | Bildstock mit Rechtecknische und Pultdach, 19. Jahrhundert. | D-2-75-116-19 Wikidata | Bildstock                                           |
| Herrenstraße (bei der Leonhardistraße) (Standort)  | Kriegerdenkmal                                      | für 1914–18 und 1939–45, sitzender Löwe mit Wappenschild auf Inschriftsockel mit gestuftem Unterbau, um 1920. | D-2-75-116-57 Wikidata | weitere Bilder                                      |
| Herrenstraße 5 (Standort)                          | Ehemaliger Fürstbischöflicher Kasten und Pflegamt   | Kubischer monumentaler Tuffquaderbau, über zwei Vollgeschossen zwei Speichergeschosse, Vorschussmauern und Grabendach, erbaut im dritten Viertel 15. Jahrhundert, erneuert jeweils nach Bränden 1685 und 1695 | D-2-75-116-6 Wikidata  | weitere Bilder                                      |
| Herrenstraße 9 (Standort)                          | Wohnhaus                                            | zweigeschossiger und giebelständiger Halbwalmdachbau in Ecklage, bezeichnet 1834. | D-2-75-116-7 Wikidata  | Wohnhaus                                            |
| Herrenstraße 10 (Standort)                         | Katholische Pfarrkirche St. Stephan                 | Saalkirche mit Wandpfeilern, Polygonalchor, Chorflankenturm und Vorzeichen, spätgotisch, Ende 15. Jahrhundert, Turmoktogon 1767; mit Ausstattung. Friedhofsmauer an der Herrenstraße, Tuffquader, wohl 19. Jahrhundert | D-2-75-116-9 Wikidata  | weitere Bilder                                      |
| Herrenstraße 11 (Standort)                         | Wohnhaus                                            | zweigeschossiger und giebelständiger, seitlich abgeschleppter Halbwalmdachbau in Ecklage, um 1835. | D-2-75-116-8 Wikidata  | Wohnhaus                                            |
| Herrenstraße 12 (Standort)                         | Pfarrhaus                                           | zweigeschossiger Walmdachbau, 1639, mehrfach erneuert. Angeschlossen sogenanntes Bruderschaftsstöckl, zweigeschossiger und traufständiger Schopfwalmdachbau mit spätgotischem Portal und gewölbtem Treppendurchgang zum Friedhof. | D-2-75-116-10 Wikidata | weitere Bilder                                      |
| Herrenstraße 13 (Standort)                         | Ehemals Gasthaus                                    | zweigeschossiger und traufständiger Halbwalmdachbau mit korbbogiger Toreinfahrt, um 1835. | D-2-75-116-11 Wikidata | Ehemals Gasthaus                                    |
| Herrenstraße 37 (Standort)                         | Bauernhaus                                          | zweigeschossiger und traufständiger, verschindelter Blockbau in Ecklage, mit Satteldach und Traufschrot, rückseitig versteinert, 18./19. Jahrhundert. | D-2-75-116-12 Wikidata | Bauernhaus                                          |
| Klosterstraße 2 (Standort)                         | Ehemaliges Fürstbischöfliches Schloss Neuriedenburg | zweigeschossiger Walmdachbau mit Kniestock und reichen Putzgliederungen, errichtet 1704 als Pflegamtssitz, 1775 Umbau zum Jagdschloss mit Aufstockung, nach Brand 1810 oberes Geschoss abgetragen, ab 1860 Institut der Englischen Fräulein, jetzt Kindergarten. | D-2-75-116-13 Wikidata | Ehemaliges Fürstbischöfliches Schloss Neuriedenburg |
| Leonhardistraße 14 (Standort)                      | Katholische Wallfahrtskirche St. Leonhard           | zweischiffige, gestufte Hallenkirche mit eingezogenem Polygonalchor und Chorflankenturm, Westturm und Vorzeichen, Tuffsteinquader, spätgotisch, errichtet um 1460-1500 unter Beibehaltung der Südwand und des Südturms des spätromanischen Vorgängerbaus aus der 2. Hälfte 13. Jahrhunderts.; mit Ausstattung; Kirchhofmauer mit zwei Pforten und Strebepfeilern auf der Nordwestseite, Tuffsteinquader, spätgotisch, 2. Hälfte 15. Jahrhundert. | D-2-75-116-15 Wikidata | weitere Bilder                                      |
| Leonhardistraße 16 (Standort)                      | Bauernhaus                                          | Hakenhof, Wohnteil zweigeschossiger und traufständiger, verschindelter Blockbau mit Satteldach, Mitte 19. Jahrhundert. | D-2-75-116-17 Wikidata | Bauernhaus                                          |
| Leonhardiweg 1 (Standort)                          | Ehemaliges Benefiziatenhaus                         | jetzt Gemeindehaus, zweigeschossiger Walmdachbau in Ecklage, 1757. | D-2-75-116-18 Wikidata | Ehemaliges Benefiziatenhaus                         |
| Römerweg (östlich der Wallfahrtskirche) (Standort) | Kalvarienberg                                       | Kalvarienberg in offenem und rundbogigem Gehäuse mit Schweifgiebel und Pilastergliederung, 1. Hälfte 18. Jahrhundert. | D-2-75-116-16 Wikidata | Kalvarienberg                                       |
| An der Straße nach Malching (Standort)             | Kapellenbildstock                                   | Satteldachgehäuse mit stichbogiger Öffnung; bezeichnet Schwarzenkapelle; um 1800. | D-2-75-116-20 Wikidata | Kapellenbildstock                                   |

### Angering
| Lage                                          | Objekt     | Beschreibung | Akten-Nr.              | Bild       |
| --------------------------------------------- | ---------- | --- | ---------------------- | ---------- |
| Angering 1; am Südrand des Weilers (Standort) | Wegkapelle | Giebelständiger und polygonal schließender Satteldachbau mit Glockendachreiter, Mitte 19. Jh.; mit Ausstattung. | D-2-75-116-21 Wikidata | Wegkapelle |

### Aufhausen
| Lage                   | Objekt                                  | Beschreibung | Akten-Nr.              | Bild                                    |
| ---------------------- | --------------------------------------- | --- | ---------------------- | --------------------------------------- |
| Aufhausen 3 (Standort) | Rottaler Bauernhaus eines Vierseithofes | zweigeschossiger und giebelständiger, verschindelter Blockbau mit vorschießendem Flachsatteldach und Giebelschrot zum Hof, bezeichnet 1773, Dach später. | D-2-75-116-22 Wikidata | Rottaler Bauernhaus eines Vierseithofes |

### Egglfing am Inn
| Lage                             | Objekt                               | Beschreibung | Akten-Nr.              | Bild                                |
| -------------------------------- | ------------------------------------ | --- | ---------------------- | ----------------------------------- |
| Alte Innstraße 3 (Standort)      | Katholische Filialkirche St. Michael | Saalkirche mit eingezogenem Polygonalchor, Chorflankenturm mit Zwiebelhaube auf Glockendach und Tuffsteinquaderfassade, Chor und Turm spätgotisch, Langhaus neugotisch, 1859–62; mit Ausstattung; Friedhofskreuz im Viernageltypus, Gusseisen, in Schmiedeiseneinfassung, um 1900 | D-2-75-116-24 Wikidata | weitere Bilder                      |
| Alte Innstraße 20 (Standort)     | Ehemaliges Königliches Nebenzollamt  | Walmdachbau mit Fassadengliederung, Mitte 19. Jahrhundert Kleines Nebengebäude mit Walmdach | D-2-75-116-25 Wikidata | Ehemaliges Königliches Nebenzollamt |
| Alte Innstraße 25 (Standort)     | Bauernhaus eines Vierseithofes       | Zweigeschossiger und traufständiger Obergeschoss-Blockbau mit vorschießendem und aufgesteiltem Satteldach, Mitte 19. Jahrhundert, Dach später | D-2-75-116-27 Wikidata | Bauernhaus eines Vierseithofes      |
| Meierweg 9 (Standort)            | Einfirsthof                          | Wohnteil Obergeschoss-Blockbau mit Satteldach, Mitte 19. Jahrhundert, Dach später | D-2-75-116-28 Wikidata | Einfirsthof                         |
| Obere Inntalstraße 55 (Standort) | Bauernhaus                           | Teilverschindelter Blockbau, im Kern erste Hälfte 19. Jahrhundert, Dach später | D-2-75-116-29 Wikidata | Bauernhaus                          |
| Obere Inntalstraße 83 (Standort) | Wegkapelle                           | Satteldachbau mit stichbogoger Öffnung, 19. Jahrhundert | D-2-75-116-31          | Wegkapelle                          |

### Gögging
| Lage                    | Objekt                       | Beschreibung | Akten-Nr.              | Bild                         |
| ----------------------- | ---------------------------- | --- | ---------------------- | ---------------------------- |
| Kirchenweg 3 (Standort) | Filialkirche St. Michael     | Katholische Filialkirche St. Michael, Saalkirche mit Polygonalchor und Westturm mit Zwiebelhaube und Putzgliederungen, Langhaus romanisch, Chor spätgotisch, Turm und Sakristei barock; mit Ausstattung.                                         | D-2-75-116-33 Wikidata | weitere Bilder               |
| Ortsstraße 8 (Standort) | Wohnhaus eines Vierseithofes | zweigeschossiger und traufständiger Blockbau in Ecklage, mit traufseitigem Schrot, verschaltem Giebel, zwei Fassaden in Backstein gemauert, straßenseitig korbbogiger Eingangsvorbau, 1. Hälfte 19. Jahrhundert., Dach und Versteinerung später. | D-2-75-116-34 Wikidata | Wohnhaus eines Vierseithofes |

### Hart
| Lage               | Objekt      | Beschreibung | Akten-Nr.              | Bild        |
| ------------------ | ----------- | --- | ---------------------- | ----------- |
| Hart 16 (Standort) | Bauernhaus  | Wohnstallhaus, Wohnteil zweigeschossiger Blockbau mit vorschießendem Flachsatteldach, Kniestock und traufseitigem Balkon, 1. Drittel 19. Jahrhundert | D-2-75-116-36 Wikidata | Bauernhaus  |
| Hart 19 (Standort) | Bauernhaus  | Zweigeschossiger und giebelständiger Obergeschoss-Blockbau mit vorschießendem Flachsatteldach und Giebelschrot, 2. Viertel 19. Jahrhundert           | D-2-75-116-37 Wikidata | Bauernhaus  |
| Hart 27 (Standort) | Einfirsthof | Mittertennhaus, Wohnteil zweigeschossiger und traufständiger, verschindelter Blockbau mit Giebelbalkon, 1. Hälfte 19. Jahrhundert, später verlängert | D-2-75-116-38 Wikidata | Einfirsthof |
| In Hart (Standort) | Dorfkapelle | Dorfkapelle St. Anna, polygonal schließender Satteldachbau mit Glockendachreiter, bezeichnet 1852; mit Ausstattung                                   | D-2-75-116-35 Wikidata | Dorfkapelle |

### Holzhäuser
| Lage                     | Objekt     | Beschreibung | Akten-Nr.              | Bild       |
| ------------------------ | ---------- | --- | ---------------------- | ---------- |
| Holzhäuser 15 (Standort) | Bauernhaus | Wohnhaus eines Hakenhofes, zweigeschossiger, teilverschindelter Obergeschoss-Blockbau mit vorschießendem Satteldach, Kniestock und traufseitigem Balkon, Mitte 19. Jahrhundert, Dach später. | D-2-75-116-39 Wikidata | Bauernhaus |

### Irching
| Lage                         | Objekt                       | Beschreibung | Akten-Nr.              | Bild                         |
| ---------------------------- | ---------------------------- | --- | ---------------------- | ---------------------------- |
| Aigener Straße 12 (Standort) | Bauernhaus                   | Einfirsthof, Wohnteil zweigeschossiger und traufständiger, verschindelter Blockbau mit traufseitigem Balkon und verschaltem Giebel, Mitte 19. Jahrhundert.                                           | D-2-75-116-40 Wikidata | Bauernhaus                   |
| Aigener Straße 17 (Standort) | Wohnhaus eines Vierseithofes | zweigeschossiger und traufständiger Satteldachbau mit originellem neugotischem Putzdekor, Ende 19. Jahrhundert.                                                                                      | D-2-75-116-41 Wikidata | Wohnhaus eines Vierseithofes |
| Aigener Straße 38 (Standort) | Bauernhaus                   | Hakenhof, Wohnteil zweigeschossiger verputzter, teilweise massiver Obergeschoss-Blockbau mit vorschießendem Satteldach, Giebelbalkon und verschaltem Giebel, 1. Hälfte 19. Jahrhundert, Dach später. | D-2-75-116-42 Wikidata | Bauernhaus                   |
| Aigener Straße 45 (Standort) | Wohnhaus des Vierseithofes   | Verschalter Blockbau mit Giebelschrot, 18./19. Jahrhundert | D-2-75-116-43 Wikidata | Wohnhaus des Vierseithofes   |

### Oberreuthen
| Lage                                                | Objekt     | Beschreibung | Akten-Nr.              | Bild       |
| --------------------------------------------------- | ---------- | --- | ---------------------- | ---------- |
| In Oberreuthen; am südlichen Ortseingang (Standort) | Wegkapelle | Halbrund schließender Satteldachbau mit segmentbogiger Tür, geschwungenem Anlauf und Rundbogentonne, 19. Jahrhundert | D-2-75-116-44 Wikidata | Wegkapelle |

### Pichl
| Lage                                                                                         | Objekt     | Beschreibung                                              | Akten-Nr.              | Bild       |
| -------------------------------------------------------------------------------------------- | ---------- | --------------------------------------------------------- | ---------------------- | ---------- |
| Safferstettener Feld; am Straßenkreuz Thierham-Egglfing, Holzhäuser-Safferstetten (Standort) | Wegkapelle | Satteldachbau mit stichbogiger Tür, Ende 19. Jahrhundert. | D-2-75-116-45 Wikidata | Wegkapelle |

### Safferstetten
| Lage                                 | Objekt                  | Beschreibung | Akten-Nr.              | Bild             |
| ------------------------------------ | ----------------------- | --- | ---------------------- | ---------------- |
| Safferstettener Straße 36 (Standort) | Nebenkirche St. Andreas | Die ehemalige Pfarrkirche St. Andreas, Saalkirche mit eingezogenem Polygonalchor und polygonaler Seitenkapelle, Westturm, Putzrahmungen und Vordach auf dorisierenden Säulen, 1639, Umbauten 1814 und 1848 (bezeichnet); mit Ausstattung; Abschnitte der Friedhofsmauer mit zwei Pforten mit Kugelaufsätzen, Tuffsteinquader, 19. Jahrhundert. | D-2-75-116-46 Wikidata | weitere Bilder   |
| Safferstettener Straße 44 (Standort) | Ehem. Bauernhaus        | Zweigeschossiger Blockbau in Ecklage, mit vorschießendem Flachsatteldach, Kniestock und Giebelschrot, nach Brand 1814 erbaut, Dach später. | D-2-75-116-49 Wikidata | Ehem. Bauernhaus |

### Voglöd
| Lage                | Objekt                | Beschreibung | Akten-Nr.              | Bild                  |
| ------------------- | --------------------- | --- | ---------------------- | --------------------- |
| Voglöd 9 (Standort) | Ehemaliges Bauernhaus | Zweigeschossiger, teilweise verschalter und auf der Nordseite versteinerter Blockbau mit vorschießendem Satteldach und Traufschrot, im Kern 18. Jahrhundert, Dach 19. Jahrhundert | D-2-75-116-51 Wikidata | Ehemaliges Bauernhaus |

### Wendlmuth
| Lage                                       | Objekt  | Beschreibung | Akten-Nr.              | Bild    |
| ------------------------------------------ | ------- | --- | ---------------------- | ------- |
| Wendlmuth 10; bei Haus Nummer 6 (Standort) | Kapelle | Dorfkapelle, halbrund schließender Satteldachbau mit Giebeldachreiter, giebelseitig gebogenem und profiliertem Kranzgesims und Altarnische, Mitte 19. Jahrhundert; mit Ausstattung. | D-2-75-116-52 Wikidata | Kapelle |

### Würding
| Lage                              | Objekt                        | Beschreibung | Akten-Nr.              | Bild             |
| --------------------------------- | ----------------------------- | --- | ---------------------- | ---------------- |
| Metzgerstraße 2 (Standort)        | Pfarrhaus                     | zweigeschossiger und firstparalleler Walmdachbau mit Putzgliederungen, biedermeierlich, 1862.                   | D-2-75-116-54 Wikidata | Pfarrhaus        |
| Untere Inntalstraße 7 (Standort)  | Pfarrkirche Mariä Himmelfahrt | Spätgotischer Bau, um 1460/70, Anbau der Seitenschiffe und Turmerhöhung 1891; mit Ausstattung                   | D-2-75-116-53 Wikidata | weitere Bilder   |
| Untere Inntalstraße 16 (Standort) | Gasthof zur Post              | Traufständiger Satteldachbau mit umlaufendem Gesims, 1816. Im Hausgang acht gusseiserne Reliefplatten, von 1815 | D-2-75-116-55 Wikidata | Gasthof zur Post |

### Zwicklarn
| Lage                   | Objekt                     | Beschreibung | Akten-Nr.              | Bild                       |
| ---------------------- | -------------------------- | --- | ---------------------- | -------------------------- |
| Zwicklarn 2 (Standort) | Wohnhaus des Vierseithofes | Zweigeschossiger und traufständiger, teilweise verkleidetem Blockbau mit hofseitigem Traufschrot, 1. Drittel 19. Jahrhundert, Dach später. | D-2-75-116-56 Wikidata | Wohnhaus des Vierseithofes |

## Ehemalige Baudenkmäler
In diesem Abschnitt sind Objekte aufgeführt, die früher einmal in der Denkmalliste eingetragen waren, jetzt aber nicht mehr. Objekte, die in anderem Zusammenhang – also z. B. als Teil eines Baudenkmals – weiter eingetragen sind, sollen hier nicht aufgeführt werden. Aktennummern in diesem Abschnitt sind ehemalige, jetzt nicht mehr gültige Aktennummern.

| Lage                                             | Objekt                       | Beschreibung | Akten-Nr.              | Bild                         |
| ------------------------------------------------ | ---------------------------- | --- | ---------------------- | ---------------------------- |
| Aigen am Inn Bauerngasse 27 (Standort)           | Wohnhaus eines Vierseithofes | Blockbau, mit Schroten, 1807 Traidkasten, mit Schrot, gleichzeitig                                                   | D-2-75-116-4 Wikidata  | Wohnhaus eines Vierseithofes |
| Aigen am Inn Herrenstraße 4 (Standort)           | Gasthaus                     | zweigeschossiger und giebelständiger Flachsatteldachbau mit Dachvorschuss und bemaltem Giebel, wohl 17. Jahrhundert. | D-2-75-116-5 Wikidata  | Gasthaus                     |
| Egglfing am Inn Alte Innstraße 21 (Standort)     | Bauernhaus                   | Zum Teil offener Blockbau bzw. verschindelt, Mitte 19. Jahrhundert, Dach später                                      | D-2-75-116-26 Wikidata | BW                           |
| Egglfing am Inn Obere Inntalstraße 77 (Standort) | Einfirsthof                  | Verschindelter Blockbau, im Kern erste Hälfte 19. Jahrhundert, Dach später                                           | D-2-75-116-30 Wikidata | BW                           |
| Voglöd 6 (Standort)                              | Bauernhaus                   | Zum Teil massiv ausgebauter Blockbau, erste Hälfte 19. Jahrhundert, Dach später                                      | D-2-75-116-50 Wikidata | BW                           |

## Abgegangene Baudenkmäler
In diesem Abschnitt sind Objekte aufgeführt, die früher einmal in der Denkmalliste eingetragen waren, jetzt aber nicht mehr existieren, z. B. weil sie abgebrochen wurden. Aktennummern in diesem Abschnitt sind ehemalige, jetzt nicht mehr gültige Aktennummern.

| Lage                                                                                                | Objekt              | Beschreibung | Akten-Nr.              | Bild              |
| --------------------------------------------------------------------------------------------------- | ------------------- | --- | ---------------------- | ----------------- |
| Bad Füssing Illyrerweg 3 (Standort)                                                                 | Heimatmuseum        | Zweigeschossiger Blockbau mit Steilsatteldach und zwei Giebelschroten, 16./17. Jahrhundert; 1980 wiedererrichtet. Es handelt sich um das Objekt Safferstettener Straße 38  | D-2-75-116-1 Wikidata  | BW                |
| Egglfing am Inn Obere Inntalstraße (beim Kreisverkehr an der nordöstlichen Ortsausfahrt) (Standort) | Nothelfer-Kapelle   | Die Kapelle wurde 2009 durch einen Unfall zerstört. Im Jahre 2010 wurde ein Neubau errichtet.                                                                              | D-2-75-116-32 Wikidata | Nothelfer-Kapelle |
| Safferstetten Lederergasse 11 (Standort)                                                            | Bauernhaus (Altbau) | Blockbau, erstes Drittel 19. Jahrhundert, Dach später. Das Bauernhaus wurde 1985 wegen Baufälligkeit abgerissen.                                                           | D-2-75-116-47 Wikidata | BW                |
| Safferstetten Safferstettener Straße 38 (Standort)                                                  | Bauernhaus          | Mit Blockbau-Obergeschoss, Mitte 19. Jahrhundert, Dach später Das Bauernhaus wurde 1980 abgebaut und am Heimatmuseum in Füssing wiedererrichtet, danach ist es abgebrannt. | D-2-75-116-48          | BW                |